# Leonhard Stock
Leonhard Stock (* 14. März 1958 in Finkenberg) ist ein ehemaliger österreichischer Skirennläufer. Sein größter Erfolg war der Gewinn der Abfahrts-Goldmedaille bei den Olympischen Winterspielen 1980, die zugleich auch als Weltmeisterschaftsmedaille zählte. Im Skiweltcup war er von 1976 bis 1993 am Start, musste aber bis 1989 auf den ersten Sieg warten. Insgesamt gewann er drei Weltcupabfahrten und kam 25-mal auf das Podest.

## Biografie

### Der Weg zum Olympiasieg
Leonhard Stock wuchs zusammen mit vier Geschwistern auf, seine Eltern hatten einen Bauernhof und eine Pension. Er absolvierte eine Lehre als Industriekaufmann. Seine ersten Skirennen fuhr er im Alter von sechs Jahren, mit Zehn feierte er den ersten Sieg. Zweimal nahm der Tiroler sehr erfolgreich an Junioreneuropameisterschaften teil. 1975 holte er in Mayrhofen zwei Silbermedaillen im Riesenslalom und in der Abfahrt, 1976 gewann er in diesen Disziplinen die Goldmedaille.
Im Weltcup startete Stock ab der Saison 1976/77. Seine ersten Punkte holte er am 8. Jänner 1977 mit Rang acht in der Kandahar-Abfahrt von Garmisch-Partenkirchen, zwei fünfte Plätze belegte er in der Kombination von Wengen und in der Abfahrt von Heavenly Valley. Drei fünfte Plätze, jeweils im Riesenslalom, waren auch in der Saison 1977/78 seine besten Ergebnisse. Damit qualifizierte er sich in dieser Disziplin für die Weltmeisterschaften in Garmisch-Partenkirchen, kam dort aber nur auf den 27. Rang. Anfang August 1978 gelangen ihm in zwei Riesenslaloms in Thredbo jeweils Siege. Zu Beginn der Saison 1978/79 erreichte er mit Platz zwei in der Kombination von Schladming seinen ersten Podestplatz, ein weiterer folgte Anfang Februar in der Abfahrt von Villars-sur-Ollon. Mit weiteren vier vierten Plätzen und insgesamt 14 Platzierungen unter den besten zehn in allen Disziplinen (außer im Slalom, hier war sein bestes Resultat ein elfter Rang) belegte er in seiner dritten Weltcupsaison hinter dem Schweizer Peter Lüscher den zweiten Platz im Gesamtweltcup. Dieses Resultat konnte er später nicht mehr wiederholen.
Noch vor dem eigentlichen Beginn der Saison 1979/80 stürzte Stock am 5. Dezember im ersten Abfahrtstraining von Val-d’Isère schwer und zog sich Verletzungen in der Schulter und im Knie zu. Eine Teilnahme an den Olympischen Spielen in Lake Placid schien dadurch nicht mehr möglich. Doch Stock begann mit einem Gipsverband an der Schulter schnell wieder zu trainieren und schaffte am 18. Jänner in der ersten Abfahrt von Wengen den fünften Platz. Daher nahm man ihn zunächst als Ersatzfahrer in die USA mit. Nach zwei Trainingsbestzeiten am Whiteface Mountain wurde er doch noch als einer der vier österreichischen Starter für die Olympiaabfahrt nominiert. Stock konnte seine Aufstellung mehr als rechtfertigen, gewann die Abfahrt mit 0,62 Sekunden Vorsprung auf Peter Wirnsberger und wurde Olympiasieger und zugleich Weltmeister. Mit Platz 18 im Slalom und Rang 26 im Riesenslalom gewann er auch noch die Bronzemedaille in der Kombination, die nur als WM-Medaille zählte. Sein Olympiasieg brachte ihn auf die Titelseite des «Time Magazine».

### Lange Durststrecke
Im Weltcup wurde der Zillertaler durch mehrere Verletzungen immer wieder zurückgeworfen und konnte seinen Erfolg lange Zeit nicht bestätigen. Zu Beginn der Saison 1980/81 erreichte er zwar in der Kombination von Madonna di Campiglio/Gröden den zweiten Platz, nach einem schweren Sturz in der Abfahrt von Garmisch am 10. Jänner konnte er aber über ein Monat keine Rennen bestreiten und kam kein weiteres Mal unter die besten drei. Im Winter 1981/82 erreichte er auch wieder nur zu Beginn zwei dritte Plätze und kam danach nicht mehr auf das Podest. Mit mehreren Top-Ten-Resultaten in der Abfahrt qualifizierte er sich zumindest in dieser Disziplin für die Weltmeisterschaften 1982 in Schladming, belegte dort aber nur den 15. Rang. In der Saison 1982/83 war sein bestes Resultat lediglich ein sechster Platz in der Abfahrt von Lake Louise. Nachdem Stock zu Beginn der Saison 1983/84 in der Kombination von Val-d’Isère und in Madonna di Campiglio erstmals auch im Super-G, der im Vorjahr ins Weltcupprogramm aufgenommen wurde, wieder zwei dritte Plätze erreichte, stürzte er am 7. Jänner in der Abfahrt von Laax schwer. Er brach sich dabei mehrere Lendenwirbel und musste danach sechs Wochen pausieren, weshalb er die Olympischen Winterspiele in Sarajevo versäumte. Im nächsten Winter konnte er nicht an seine frühere Form anschließen. Er fuhr nur in zwei Kombinationen in die Punkteränge und kam daher bei den Weltmeisterschaften in Bormio nicht zum Einsatz.
Nach einem Materialwechsel fand Stock in der Saison 1985/86 wieder zu seinen früheren Leistungen zurück. Er fuhr insgesamt siebenmal auf das Podest und belegte damit den sechsten Platz im Gesamtweltcup, im Abfahrtsweltcup zum zweiten Mal nach 1979 ebenfalls den sechsten Platz und im Super-G-Klassement erreichte er mit Rang vier sein bestes Ergebnis überhaupt. Ein Weltcupsieg blieb ihm aber weiterhin verwehrt. In der Saison 1986/87 schaffte er wieder drei Podestplätze und kam im Gesamtweltcup auf Rang sieben. Außerdem gewann er am 28. Dezember 1986 bei 14.800 Besuchern auf dem Teufelsberg von Berlin den nur zum Nationencup zählenden Parallelslalom vor Bojan Križaj. Bei den Weltmeisterschaften 1987 in Crans-Montana, seinem ersten Großereignis seit fünf Jahren, verfehlte er mit Rang vier im Super-G nur knapp eine Medaille, in der Abfahrt und der Kombination kam er jeweils auf den achten Platz. 1987 wurde er Österreichischer Meister in der Abfahrt und im Super-G. Etwas schlechter waren Stocks Ergebnisse in der Saison 1987/88. Der vierte Platz in der Abfahrt von Bad Kleinkirchheim war sein bestes Resultat. Bei den Olympischen Winterspielen 1988 in Calgary blieb er mit Rang vier in der Abfahrt wieder knapp außerhalb der Medaillenränge, im Super-G belegte er den achten Platz.

### Weltcupsiege
Zu Beginn der Saison 1988/89 fuhr der Tiroler mit Platz drei im Super-G von Schladming wieder auf das Podest, im Dezember kam er in der Abfahrt von St. Anton ebenfalls auf Rang drei. Nach nunmehr 19 Podestplätzen gelang dem mittlerweile 30-Jährigen in seiner zwölften Weltcupsaison auch endlich der erste Weltcupsieg: Neun Jahre nach dem Olympiasieg gewann er am 6. Jänner 1989 vor seinen Teamkollegen Peter Wirnsberger und Helmut Höflehner die Abfahrt von Laax und stand damit erstmals im Weltcup ganz oben auf dem Siegerpodest. Die restliche Saison verlief dann aber eher enttäuschend und auch bei den Weltmeisterschaften in Vail belegte er nur den neunten Platz im Super-G und den 22. Rang in der Abfahrt. Verletzungsbedingt kam er im nächsten Winter nur dreimal in die Punkteränge.
Am Beginn der Saison 1990/91 gewann Stock in Val-d’Isère sein zweites Weltcuprennen, kam aber sonst nur zweimal unter die besten zehn. Bei den Weltmeisterschaften 1991 in Saalbach-Hinterglemm verpasste der Tiroler mit Rang vier in der Abfahrt erneut nur knapp eine Medaille. Die Saison 1991/92 begann Stock mit zwei zweiten Plätzen in den Abfahrten von Val-d’Isère und Gröden. Mit einigen weiteren guten Ergebnissen erreichte er im Abfahrtsweltcup den fünften Platz – sein bestes Resultat. Bei den Olympischen Spielen 1992 hatte er jedoch keinen Erfolg und konnte die Abfahrt nicht beenden. In der Saison 1992/93 fuhr Stock seine letzten Rennen. Am 12. Dezember feierte er in der Abfahrt von Gröden den dritten Weltcupsieg (er war damals der älteste Sieger eines Weltcuprennens), zehn Tage später wurde er Zweiter im Super-G von Bad Kleinkirchheim. An den Weltmeisterschaften in Japan konnte er aber aufgrund einer Erkrankung nicht teilnehmen. Am 26. März 1993 beendete er im Alter von 35 Jahren mit dem 13. Rang im Super-G beim Saisonfinale in Åre seine Karriere.
Insgesamt fuhr Stock 17 Saisonen im Skiweltcup, holte in allen Disziplinen Weltcuppunkte, fuhr in 102 Rennen unter die besten zehn, kam in Abfahrt, Super-G und Kombination 25-mal auf das Podest und gewann drei Abfahrten. Im Riesenslalom erreichte er einen vierten und mehrere fünfte Plätze, im Slalom war ein elfter Rang sein bestes Ergebnis.
1997 übernahm Stock das Haus seiner Eltern und baute es zu einem 4-Sterne-Hotel aus. Mit seinem Bruder Hans besitzt er auch ein Sport- und Modegeschäft in Finkenberg.

## Erfolge

### Olympische Winterspiele
- Lake Placid 1980: 1. Abfahrt, 18. Slalom, 26. Riesenslalom
- Calgary 1988: 4. Abfahrt, 8. Super-G

### Weltmeisterschaften
- Garmisch-Partenkirchen 1978: 27. Riesenslalom
- Lake Placid 1980 : 1. Abfahrt, 3. Kombination, 18. Slalom, 26. Riesenslalom
- Schladming 1982: 15. Abfahrt
- Crans-Montana 1987: 4. Super-G, 8. Abfahrt, 8. Kombination
- Vail 1989: 9. Super-G, 22. Abfahrt
- Saalbach-Hinterglemm 1991: 4. Abfahrt

### Weltcupwertungen
| Saison  | Gesamt | Gesamt | Abfahrt | Abfahrt | Super-G | Super-G | Riesenslalom | Riesenslalom | Slalom | Slalom | Kombination | Kombination |
| Saison  | Platz  | Punkte | Platz   | Punkte  | Platz   | Punkte  | Platz        | Punkte       | Platz  | Punkte | Platz       | Punkte      |
| ------- | ------ | ------ | ------- | ------- | ------- | ------- | ------------ | ------------ | ------ | ------ | ----------- | ----------- |
| 1976/77 | 31.    | 31     | 17.     | 15      | –       | –       | –            | –            | –      | –      | –           | –           |
| 1977/78 | 21.    | 29     | 22.     | 5       | –       | –       | 8.           | 24           | –      | –      | –           | –           |
| 1978/79 | 2.     | 163    | 6.      | 67      | –       | –       | 10.          | 69           | 26.    | 17     | –           | –           |
| 1979/80 | 45.    | 21     | 23.     | 11      | –       | –       | 24.          | 10           | –      | –      | –           | –           |
| 1980/81 | 12.    | 97     | 10.     | 43      | –       | –       | 18.          | 34           | –      | –      | 7.          | 20          |
| 1981/82 | 18.    | 64     | 11.     | 49      | –       | –       | –            | –            | –      | –      | 14.         | 15          |
| 1982/83 | 33.    | 55     | 15.     | 41      | –       | –       | 26.          | 14           | –      | –      | –           | –           |
| 1983/84 | 43.    | 33     | 41.     | 1       | –       | –       | 24.          | 17           | –      | –      | 11.         | 15          |
| 1984/85 | 73.    | 10     | –       | –       | –       | –       | –            | –            | –      | –      | 20.         | 10          |
| 1985/86 | 6.     | 174    | 6.      | 74      | 4.      | 52      | 25.          | 10           | –      | –      | 4.          | 55          |
| 1986/87 | 7.     | 97     | 10.     | 56      | 5.      | 42      | 29.          | 5            | –      | –      | –           | –           |
| 1987/88 | 14.    | 72     | 10.     | 42      | 6.      | 30      | –            | –            | –      | –      | –           | –           |
| 1988/89 | 18.    | 76     | 11.     | 57      | 12.     | 19      | –            | –            | –      | –      | –           | –           |
| 1989/90 | 73.    | 12     | 26.     | 11      | 33.     | 1       | –            | –            | –      | –      | –           | –           |
| 1990/91 | 27.    | 50     | 7.      | 50      | –       | –       | –            | –            | –      | –      | –           | –           |
| 1991/92 | 15.    | 477    | 5.      | 403     | 23.     | 74      | –            | –            | –      | –      | –           | –           |
| 1992/93 | 25.    | 288    | 14.     | 188     | 16.     | 100     | –            | –            | –      | –      | –           | –           |

### Weltcupsiege
Stock errang 25 Podestplätze, davon 3 Siege:
| Datum             | Ort         | Land       | Disziplin |
| ----------------- | ----------- | ---------- | --------- |
| 6. Jänner 1989    | Laax        | Schweiz    | Abfahrt   |
| 8. Dezember 1990  | Val-d’Isère | Frankreich | Abfahrt   |
| 12. Dezember 1992 | Gröden      | Italien    | Abfahrt   |

Außerdem gewann er am 3. Dezember 1978 den nur zum Nationencup zählenden Parallelslalom im Rahmen der World Series of Skiing in St. Vigil in Südtirol.

### Junioren-Europameisterschaften
- Mayrhofen 1975: 2. Abfahrt, 2. Riesenslalom
- Gällivare 1976: 1. Abfahrt, 1. Riesenslalom

### Österreichische Meisterschaften
- Österreichischer Meister in Abfahrt und Super-G 1987

## Auszeichnungen (Auszug)
- 1996: Goldenes Ehrenzeichen für Verdienste um die Republik Österreich[7]